# 朱川湊人
朱川湊人 （しゅかわ みなと、1963年1月7日—） 、日本小説家、大阪府出身。作品主要是恐怖小說。

## 生平
朱川湊人是大阪府出身，5歳時因雙親離婚與父親生活，9歳時遷居足立區，東京都立淵江高等学校、慶應義塾大学文学部国文学科畢業。
朱川湊人於大学時代參加新人賞、大学畢業後於美術雑誌出版社工作。27歳時退社，之後繼續創作小說，但仍落選新人賞。
2002年，朱川湊人以作品《貓頭鷹男》榮獲第41回ALL讀物推理小說新人獎。2003年以《在白色房間聽月歌》獲得第10屆日本恐怖小說短篇獎，
2003年，朱川湊人以《都市傳說Sepia》入圍第103屆直木獎；2005年，朱川湊人以《花食》獲得直木賞。

## 作品
- 2003年 《昨日公園(貓頭鷹男)》 (都市伝説セピア，2005年7月 如何出版社 / (都市傳說)2014年5月 北京联合出版公司 / 2014年8月 野人)
  - 收錄作品：ICEMAN / 昨日公園 / 貓頭鷹男 / 死者戀 / 月球石
- 2003年 《在白色房間聽月歌》 (白い部屋で月の歌を，2009年10月 遠流)
  - 收錄作品：在白色房間聽月歌 / 鐵柱
- 2005年 《さよならの空》
- 2005年 《花食》 (花まんま，2007年12月 遠流 / 2014年4月全新修訂案 野人 / (花花饭) 2014年5月 北京联合出版公司)
  - 收錄作品：托卡魓之夜 / 妖精生物 / 真是不可思議 / 花食 / 送終婆 / 凍蝶
- 2005年 《光球貓》 (かたみ歌，2009年2月 遠流 / (挽歌)2014年5月 北京联合出版公司)
  - 收錄作品：紫陽花開時 / 夏天的匿名信 / 書籤之戀 / 女人心 / 光球貓 / 朱鷺色之兆 / 枯葉天使
- 2006年 《盜魂者》 (赤々煉恋，2009年5月 皇冠 / (熾戀物語)2012年6月 陕西师范大学出版社)
  - 收錄作品：屍體攝影師 / Rainy Elaine / 我、最想要的、東西 / 我是法蘭西斯 / 終歸寧靜海
- 2006年 《水銀蟲》 (水銀虫，2008年5月 皇冠 / 2014年1月 上海文艺出版社)
  - 收錄作品：枯葉之日 / 時雨之日 / 斑雪之日 / 虎落之日 / 薄冰之日 / 微熱之日 / 病貓之日
- 2007年 《一遍老爺》 (いっぺんさん，2014年6月 北京联合出版公司)
- 2008年 《王的國度》 (スメラギの国，2013年11月 麥田 / 2014年7月 北京联合出版公司)
- 2009年 《本日優惠日》 (本日、サービスデー，2013年7月 山东文艺出版社)
- 2009年 《明日綻放的花蕾》 (あした咲く蕾，2013年10月 野人 / 2014年6月 北京联合出版公司)
  - 收錄作品：明日綻放的花蕾 / 雨滴通信 / 鏘鏘軒怪譚 / 天上的人 / 彩虹與野狗 / 杯中之月 / 花謝之後
- 2010年 《太陽の村》
- 2010年 《銀河に口笛》
- 2010年 《オルゴォル》
- 2011年 《遊星ハグルマ装置》
- 2012年 《満月ケチャップライス》
- 2013年 《櫻花祕密基地》(サクラ秘密基地，2016年1月 化学工业出版社)
- 2013年 《なごり歌》
- 2014年 《月蝕楽園》
- 2014年 《冥の水底》
- 2015年 《無限のビィ》
- 2015年 《今天開始要愛你》(今日からは、愛のひと，2017年7月 天培文化)
- 2016年 《わたしの宝石》
- 2016年 《主夫のトモロー》
- 2016年 《遊星小説》
- 2016年 《私の幽霊 ニーチェ女史の常識外事件簿》
- 2017年 《幸せのプチ ――町の名は琥珀》
- 2017年 《狐と韃 知らぬ火文庫》

系列作
わくらば
- 2005年 《わくらば日記》
- 2009年 《わくらば追慕抄》

薄紅雪華紋様
- 2010年 《鏡の偽乙女 薄紅雪華紋様》
- 2015年 《黒のコスモス少女団 薄紅雪華紋様》

箱庭旅団
- 2012年 《箱庭旅団》
- 2013年 《黄昏の旗 箱庭旅団》
- 2014年 《キミの名前 箱庭旅団》

## 改編作品

### 電視劇
- 世界奇妙物語（富士電視台）
  - 世界奇妙物語 秋之特別篇2006「昨日公園」（2006年10月2日、主演：堂本光一）
  - 世界奇妙物語20週年秋之特別篇 ～人氣作家競演篇～「書籤之戀」（2010年10月4日、主演：堀北真希）
  - 世界奇妙物語 25周年記念! 秋季2週連續SP 傑作復活篇「昨日公園」（2015年11月21日、主演：有村架純）
  - 世界奇妙物語 秋之特別篇2018「聖誕節的怪物」（2018年11月10日、主演：川榮李奈、原作：薄冰之日『水銀虫』收錄）
- 劇集W（WOWOW）
  - 都市傳說烏賊墨（2009年7月26日）
    - 貓頭鷹男（主演：成宮寬貴）
    - Ice Man（主演：入江甚儀）
    - 死者戀（主演：原沙知繪）

### 電影
- 赤色煉戀（2013年12月21日、主演：土屋太鳳、原作：アタシの、いちばん、ほしいもの『赤々煉恋』收錄）
- 花便當的記憶（2025年4月25日、主演：鈴木亮平）

## 外部參考
- 超魔球スッポぬけ！ （页面存档备份，存于） - 幻冬舎ウェブマガジン
- 遊星ハグルマ装置 （页面存档备份，存于） - ポプラ社ウェブマガジン　笹公人との連載企画
- 著者インタビュー 朱川湊人さん『花まんま』 （页面存档备份，存于） - 楽天ブックスインタビュー
- 〜足立大好きインタビュー〜 直木賞作家 朱川湊人さん （页面存档备份，存于） - 足立区ホームページ